# Ambohimanga
Ambohimanga est une colline royale traditionnelle (rova) à Madagascar, située à environ 24 km au nord-est, RN3 de la capitale Antananarivo. Elle est située dans la commune d'Ambohimanga Rova, 
La colline et le rova qui se dresse au sommet sont considérés comme le symbole le plus significatif de l'identité culturelle du peuple Merina et le monument le plus important et le mieux conservé du royaume précolonial Merina. Le village historique fortifié comprend des résidences et des lieux de sépulture de plusieurs monarques clés. Le site, l'une des douze collines sacrées de l'Imerina, est associé à un fort sentiment d'identité nationale et a conservé son caractère spirituel et sacré, tant dans la pratique rituelle que dans l'imaginaire populaire, depuis au moins quatre cents ans. Il reste un lieu de culte où les pèlerins viennent de Madagascar et d'ailleurs.
Le site est politiquement important depuis le début du XVIIIe siècle, lorsque le roi Andriamasinavalona (1675-1710) a divisé le royaume d'Imerina en quatre quadrants et a assigné son fils Andriantsimitoviaminiandriana de gouverner le quadrant nord-est, Avaradrano, à partir de sa capitale nouvellement désignée à Ambohimanga. La division de l'Imerina a entraîné 77 années de guerre civile, au cours desquelles les souverains successifs d'Avaradrano ont mené des campagnes militaires pour étendre leur territoire tout en modifiant les défenses d'Ambohimanga afin de mieux la protéger contre les attaques. La guerre a pris fin à Ambohimanga par le roi Andrianampoinimerina, qui a mené avec succès des négociations et des campagnes militaires qui ont permis de réunir l'Imerina sous son autorité en 1793. Après avoir capturé la capitale historique de l'Imerina à Antananarivo, Andrianampoinimerina a transféré sa cour royale et toutes les fonctions politiques à leur emplacement d'origine dans l'enceinte royale d'Antananarivo et a déclaré les deux villes d'égale importance, Ambohimanga étant la capitale spirituelle du royaume. Lui-même et les souverains qui lui succéderont continueront à conduire les rituels royaux sur le site et habiteront et réaménageront régulièrement Ambohimanga jusqu'à la colonisation française du royaume et l'exil de la famille royale en 1897. L'importance des événements historiques et la présence de tombes royales ont conféré à la colline un caractère sacré qui est encore renforcé à Ambohimanga par les sites funéraires de plusieurs Vazimba, les premiers habitants de l'île.
L'enceinte royale, située au sommet de la colline, est entourée d'un système complexe de fossés défensifs et de murs de pierre, et on y accède par 14 portes, dont plusieurs étaient scellées par des barrières de pierre. Les portes et la construction des bâtiments à l'intérieur de l'enceinte sont organisées selon deux systèmes cosmologiques superposés qui valorisent les quatre points cardinaux rayonnant à partir d'un centre unificateur, et accordent une importance sacrée à la direction nord-est. Le complexe à l'intérieur du mur est subdivisé en trois rova plus petits. Mahandrihono, la plus grande enceinte, a été établie entre 1710 et 1730 par le roi Andriambelomasina ; elle est restée en grande partie intacte et contient les tombes royales, la maison du roi Andrianampoinimerina, le palais d'été de la reine Ranavalona II et des sites qui figuraient dans les principaux rituels royaux tels que l'enclos sacrificiel de zébu, le bain royal et la cour principale. Les bâtiments d'origine ne subsistent plus dans l'enceinte de Bevato, établie avant 1710 par Andriamborona, et l'enceinte de Nanjakana, construite pour le roi Andrianjafy à la fin du XVIIIe siècle. La colline et sa ville fortifiée royale sont ajoutées à la liste des sites du patrimoine mondial de l'UNESCO en 2001 et représentent le seul site culturel de Madagascar à la suite de la destruction par un incendie en 1995 de sa ville sœur historique, le Rova d'Antananarivo, peu avant l'inscription prévue de ce dernier à la liste. De nombreuses organisations gouvernementales et de la société civile soutiennent la conservation d'Ambohimanga en restaurant les caractéristiques endommagées et en empêchant une nouvelle dégradation.

## Étymologie
Le nom Ambohimanga est un composé nom-adjectif dans la langue malgache standard composé de deux parties : ambohi, signifiant « colline », et manga, qui peut signifier « sacré », « bleu », « beau » ou « bon ». Le premier nom connu de la colline est Tsimadilo. Elle fut rebaptisée Ambohitrakanga (« colline des pintades ») vers 1700 par un prince détrôné nommé Andriamborona qui, selon l'histoire orale, fut le premier à s'installer au sommet avec sa famille. La colline a reçu son nom actuel du roi Andriamasinavalona au début du XVIIIe siècle.

## Histoire

Ambohimanga, 1865

Les hautes terres centrales de Madagascar, y compris la région autour d'Ambohimanga, ont été habitées pour la première fois entre 200 avant notre ère et 300 après notre ère par les premiers colons de l'île, les Vazimbas, qui semblent être arrivés en pirogue du sud-est de Bornéo pour établir de simples villages dans les forêts denses de l'île. Au XVe siècle, le groupe ethnique Merina de la côte sud-est a progressivement migré vers les hauts plateaux du centre où ils ont établi des villages perchés entrecoupés des colonies Vazimba existantes, qui sont gouvernées par des rois locaux. Les tombes d'au moins quatre Vazimba sont situées sur ou autour de la colline d'Ambohimanga et sont des lieux de pèlerinage, notamment les tombes d'Ingorikelisahiloza, Andriantsidonina, Ramomba et Kotosarotra. Au milieu du XVIe siècle, les principautés disparates de Merina sont unies en un Royaume d'Imerina sous le règne du roi Andriamanelo (1540–1575), qui a lancé des campagnes militaires pour expulser ou assimiler la population Vazimba. Le conflit avec les Vazimba a conduit Andriamanelo à fortifier sa ville de colline en utilisant des murs de terre, des portes en pierre et de profondes tranchées défensives. Ce modèle de ville fortifiée, appelé rova, est propagé par la classe noble dans toute l'Imerina jusqu'à la colonisation française de Madagascar en 1895.
L'établissement le plus ancien sur les hauteurs d'Ambohimanga remonte probablement au XVe siècle, coïncidant avec l'arrivée des Merina sur les hauts plateaux. Au XVIe siècle, les rizières ont remplacé les forêts des vallées d'origine, et la population croissante des vallées autour d'Ambohimanga a été désignée par le nom de clan Tantsaha ("peuple de la terre cultivée"). Selon l'histoire orale, cependant, le premier à s'installer sur le site du rova d'Ambohimanga fut Andriamborona, prince détrôné du territoire montagneux d'Imamo, qui s'installa au sommet de la colline, alors non peuplée, vers 1700, accompagné de son neveu, de sa femme et de sa mère, Ratompobe. Le roi merina Andriamasinavalona (1675-1710), qui régnait sur l'Imerina depuis son palais royal d'Antananarivo, remarqua un feu de joie allumé par la famille sur la face sud de la colline, à 24 kilomètres de là. La visibilité du site depuis sa capitale amena Andriamasinavalona à désirer Ambohimanga comme résidence pour son fils, Andriantsimitoviaminiandriana. Andriamborona et sa famille acceptèrent de s'installer à trois reprises dans différentes parties de la colline, dont le futur site de l'enceinte royale de Bevato, en réponse à des demandes consécutives du roi. Pendant une courte période, le prince et lui ont vécu dans des maisons voisines à Bevato avant qu'Andriamborona et sa famille ne quittent finalement la colline pour le lointain village de montagne d'Ambatolampy, où il a vécu le reste de sa vie ; le roi a récupéré leurs corps pour les enterrer à Ambohimanga.

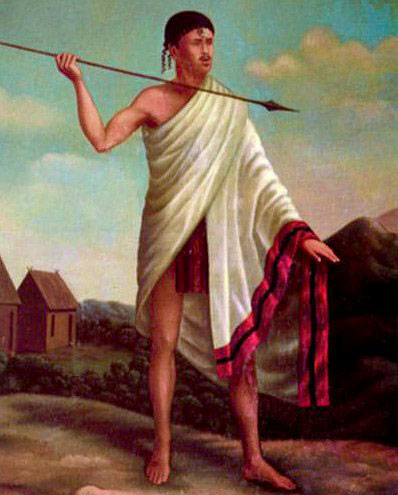
Ambohimanga est le point de départ de la campagne militaire réussie du roi Andrianampoinimerina pour réunifier l'Imerina après 77 ans de guerre civile.

En 1710, Andriamasinavalona divise le royaume de l'Imerina en quatre quadrants, qui sont confiés à ses quatre fils préférés. Andriantsimitoviaminiandriana reçoit le quadrant est, Avaradrano, et transforme son rova d'Ambohimanga en capitale. En tant que premier roi d'Avaradrano (1710–1730) , Andriantsimitoviaminiandriana a également construit les murs de défense du site et sa première série de sept portes. Au lieu de gouverner pacifiquement leurs territoires respectifs comme Andriamasinavalona l'avait prévu, ses quatre fils ont entamé une série de guerres pour prendre le contrôle des territoires voisins, provoquant famine et souffrance parmi la population paysanne de l'Imerina. Andriantsimitoviaminiandriana a passé la majeure partie de son règne à renforcer l'autorité de son gouvernement à Ambohimanga et à attirer les habitants à s'installer dans les villages environnants, tout en luttant contre ses frères pour accroître les terres sous son contrôle. Il est remplacé par son fils adoptif, Andriambelomasina (1730-1770), qui lui succéda et continua à gouverner Avaradrano depuis Ambohimanga dans l'enceinte de Mahandrihono qu'il construisit à côté de l'enceinte originale. Andriambelomasina a considérablement agrandi Ambohimanga et renforcé ses défenses, ce qui lui a permis de repousser avec succès une attaque contre le rova par une bande de guerriers Sakalava employés par son principal rival, le dirigeant d'Antananarivo. Il nomma son successeur son fils aîné, Andrianjafy (1770–1787), et désigna son petit-fils Andrianampoinimerina pour suivre Andrianjafy dans l'ordre de succession. Andrianjafy, un dirigeant faible et injuste, a maintenu sa capitale à Ambohimanga où il a construit un nouveau complexe privé appelé Nanjakana, mais résidait souvent dans le village voisin d'Ilafy.
Andrianampoinimerina a détrôné Andrianjafy lors d'un violent conflit qui s'est achevé en 1787. Le roi a ensuite utilisé Ambohimanga comme point de départ d'une campagne réussie visant à placer sous son autorité les douze collines sacrées de l'Imerina, y compris la ville d'Antananarivo, réunissant ainsi sous sa souveraineté les quatre quadrants du royaume divisé de l'Imerina et mettant fin à 77 ans de guerre civile. Pour consolider le soutien à son règne, Andrianampoinimerina a mobilisé les représentants des nombreuses castes nobles pour participer à l'effort le plus important jamais entrepris pour étendre et fortifier Ambohimanga. Il ordonne la construction de nouvelles murailles, de portes et de tranchées défensives, ainsi que d'un palais en bois de rose appelé Mahandrihono, qu'il fait construire dans le style traditionnel.
Après la conquête d'Antananarivo en 1793, Andrianampoinimerina a déplacé la capitale politique de l'Imerina d'Ambohimanga à son site d'origine à Antananarivo, tout en proclamant Ambohimanga capitale spirituelle du royaume. D'importants rituels traditionnels continuèrent à se dérouler à Ambohimanga et Andrianampoinimerina séjourna régulièrement dans son palais Mahandrihono. Son fils, Radama I, a habité l'enceinte Nanjakana d'Ambohimanga dans sa jeunesse avant de s'installer à Antananarivo, et s'est rendu fréquemment à Ambohimanga après son déménagement. La veuve et successeur de Radama, Ranavalona I, a rénové l'enceinte de Mahandrihono et transféré plusieurs bâtiments de la rova d'Antananarivo à Ambohimanga. Elle interdit également l'élevage de porcs à Ambohimanga en raison de leur association avec les Européens, qui avaient propagé la viande de porc comme source d'alimentation au cours de la décennie précédente. Les reines suivantes ont laissé leur propre marque sur le site, y compris la reconstruction de Nanjakana par Rasoherina et l'ajout par Ranavalona II de deux grands pavillons au complexe Mahandrihono qui reflétaient un syncrétisme des styles architecturaux traditionnels et occidentaux.
Pendant une grande partie du XIXe siècle, et en particulier sous le règne de la reine Ranavalona I (1828-1861), Ambohimanga a été interdite aux étrangers (vazaha), contribuant à sa mystique de « cité interdite ». Ce statut est resté jusqu'en 1897 lorsque l'administration coloniale française a transféré toutes les reliques et les biens importants de la famille royale d'Ambohimanga à Antananarivo, afin de briser l'esprit de résistance et l'identité ethnique que ces symboles inspiraient au peuple malgache, en particulier sur les hauts plateaux. Au début du 20e siècle, la région a encore été modifiée lorsque les Français ont supprimé les forêts sacrées qui subsistaient au sommet des collines voisines au début du 20e siècle. La ville conserve néanmoins sa signification symbolique dans l'Imerina jusqu'à aujourd'hui.

## Présentation

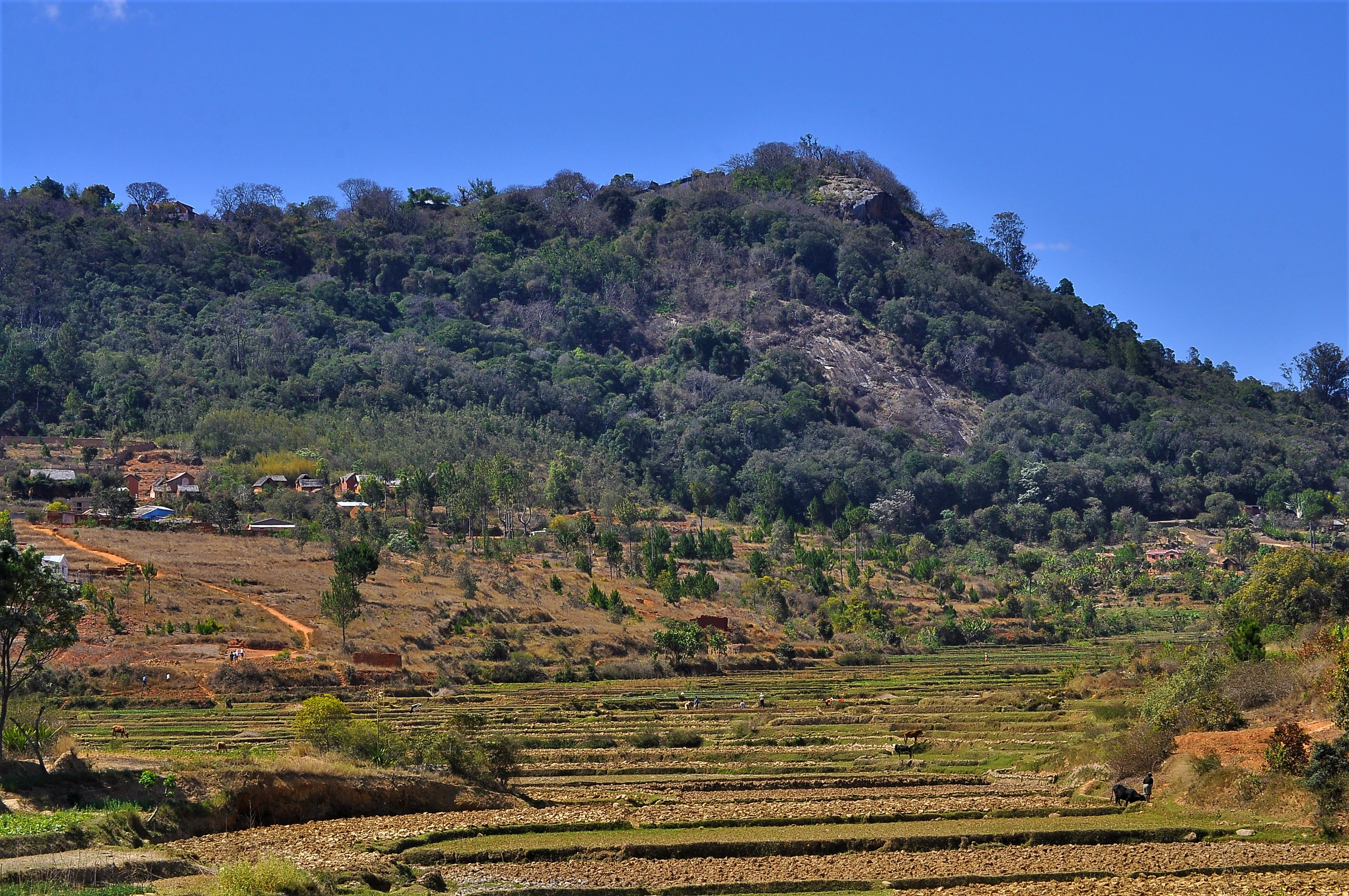
La colline royale d'Ambohimanga Rova, Antananarivo Madagascar.

Ambohimanga est situé dans les hauts plateaux du centre de Madagascar, à environ 24 km au nord-est de la capitale Antananarivo. La colline  s'élève à environ 450 pieds du terrain environnant sur son côté est et descend progressivement vers l'ouest. La ville royale du même nom, située au sommet de la colline, offre une vue panoramique sur les collines et les vallées environnantes et est entourée, sur les pentes de la colline et au fond de la vallée, par les maisons des habitants du village d'Ambohimanga. Les rizières en terrasses qui couvrent les flancs des collines au nord et au sud de la ville royale ont été créées aux XVIIe et XVIIIe siècles pour fournir une source d'alimentation de base aux habitants de la colline et des villages environnants. La crête d'Ambohimanga est plus élevée que les collines environnantes et fait partie des douze collines sacrées de l'Imerina, ce qui indique symboliquement l'importance politique du site par rapport à d'autres villes de collines similaires. Cette élévation offrait également un excellent point de vue pour surveiller les zones environnantes à la recherche de troupes ennemies en progression. S'élevant au milieu des vallées environnantes et des rizières en terrasse, la colline est surmontée d'une forêt qui, en raison de son caractère sacré, a été épargnée par la déforestation généralisée des hautes terres. Le site du patrimoine mondial de l'UNESCO englobant la colline et la cité royale à son sommet s'étend sur une surface de 59 hectares, avec une zone tampon de 425 hectares.

### Symbolisme

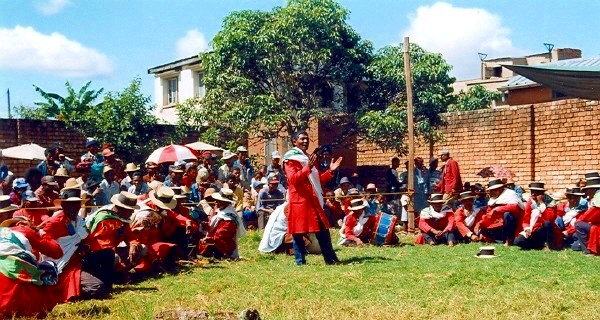
Une troupe de hiragasy pratiquant le kabary (art oratoire) à Antananarivo.

La disposition des trois enceintes d'Ambohimanga et des structures qui s'y trouvent suit un schéma traditionnel établi par les premiers colons merina des hautes terres au 15e siècle. Selon la coutume, un rova ne pouvait être établi que par un andriana (noble). Sa fondation est construite pour élever le rova plus haut que les bâtiments environnants à l'extérieur de ses murs. Le rova contenait au moins un lapa (palais royal ou résidence) ainsi que la fasana (tombe) d'un ou plusieurs des fondateurs et membres de la famille du site. Il renfermait également une kianja (cour) marquée par une vatomasina (pierre sacrée) qui élevait le souverain au-dessus du peuple pour la délivrance de Hain-teny (discours ou décrets royaux) et de kabary. Les logements du souverain se trouvaient généralement dans la partie nord du rova, tandis que le ou les conjoints vivaient dans la partie sud.
À Ambohimanga, comme dans d'autres sites rova, la disposition cardinale et verticale de ces divers éléments traditionnels incarne deux notions cosmologiques de l'espace qui coexistaient dans l'Imerina traditionnel. Le système le plus ancien régissait l'ordre sociopolitique et reposait sur le concept des quatre points cardinaux rayonnant à partir d'un centre unificateur. Un système plus récent, introduit par l'astrologie des Arabes navigateurs, régissait l'ordre spirituel et accordait une importance particulière au nord-est. Les parties sacrées de l'est d'Ambohimanga contenaient des structures associées à la vénération des ancêtres, y compris les tombes royales, les bassins d'eau bénite utilisés dans les rituels royaux, et de nombreux Ficus et Draceana, qui étaient symboliques de la royauté. La partie nord du site abrite une cour où les jugements royaux étaient prononcés du haut d'un important rocher de granit, conformément à l'association malgache entre le point cardinal nord, la masculinité et le pouvoir politique. Les maisons des épouses royales étaient autrefois situées dans la partie sud du site, un point cardinal traditionnellement associé à la féminité et au pouvoir spirituel. Ces systèmes cosmologiques concurrents se reflètent également dans l'emplacement des portes principales de la ville aux points cardinaux, ainsi que des portes nord-est réservées à l'usage du souverain et dédiées à leur rôle dans les rituels sacrés.

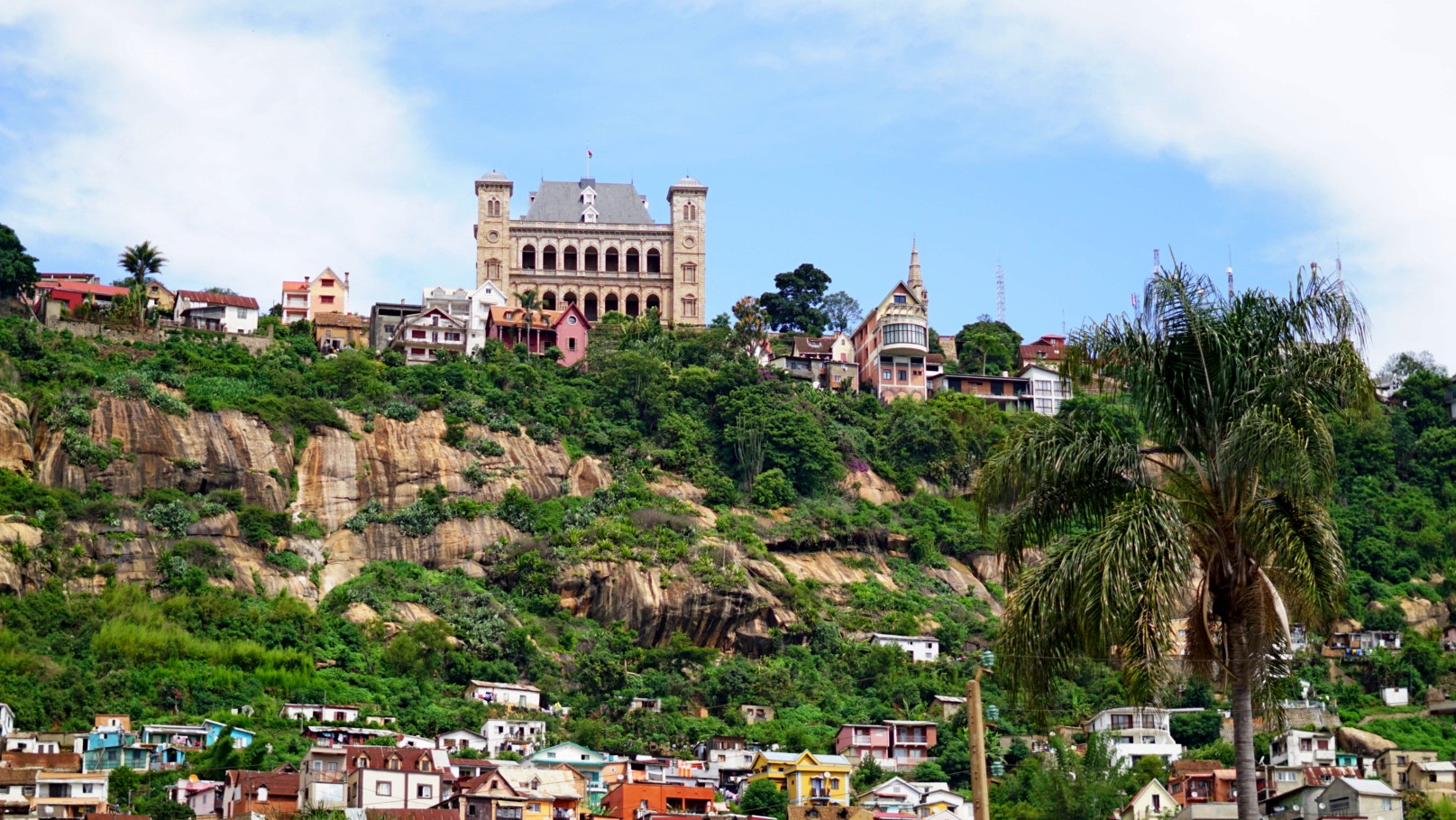
Le Rova d' Antananarivo vue depuis Mahamasina.

L'orientation et l'emplacement de nombreuses structures à Ambohimanga ont été copiés sur la ville jumelle plus ancienne d'Ambohimanga, le rova d'Antananarivo, qui incarne également les deux notions traditionnelles de l'espace. L'emplacement de la ville d'Ambohimanga par rapport à Antananarivo reflète également ces systèmes. Antananarivo, située au centre, est aujourd'hui la capitale politique du pays, tandis qu'Ambohimanga, au nord-est, est considérée comme la capitale spirituelle.
Entre ces deux systèmes, celui de l'ordre politique prédomine dans le plan d'Ambohimanga, et le caractère sacré de la ville a été historiquement plus explicitement associé à son rôle de centre politique que de centre astrologique. L'interdiction des étrangers sur le site au 19e siècle, par exemple, a été promulguée pour préserver le caractère sacré de l'ordre social et politique, plutôt que de l'ordre religieux. En respectant ces systèmes symboliques, les souverains successifs cherchaient à s'assurer la bénédiction des ancêtres, à renforcer la légitimité de leur pouvoir et à garantir la protection et la stabilité de leur royaume. Cependant, l'adhésion à la division cardinale et au symbolisme de l'espace est plus faible à Ambohimanga que son incarnation de la signification de l'espace vertical et de l'élévation en tant qu'indicateur de rang. Le site de chaque nouvelle enceinte au sein de la cité royale était choisi moins en fonction de sa direction cardinale que de la mesure dans laquelle il était situé sur un terrain plus élevé que l'enceinte qui l'avait précédé.

### Fortifications

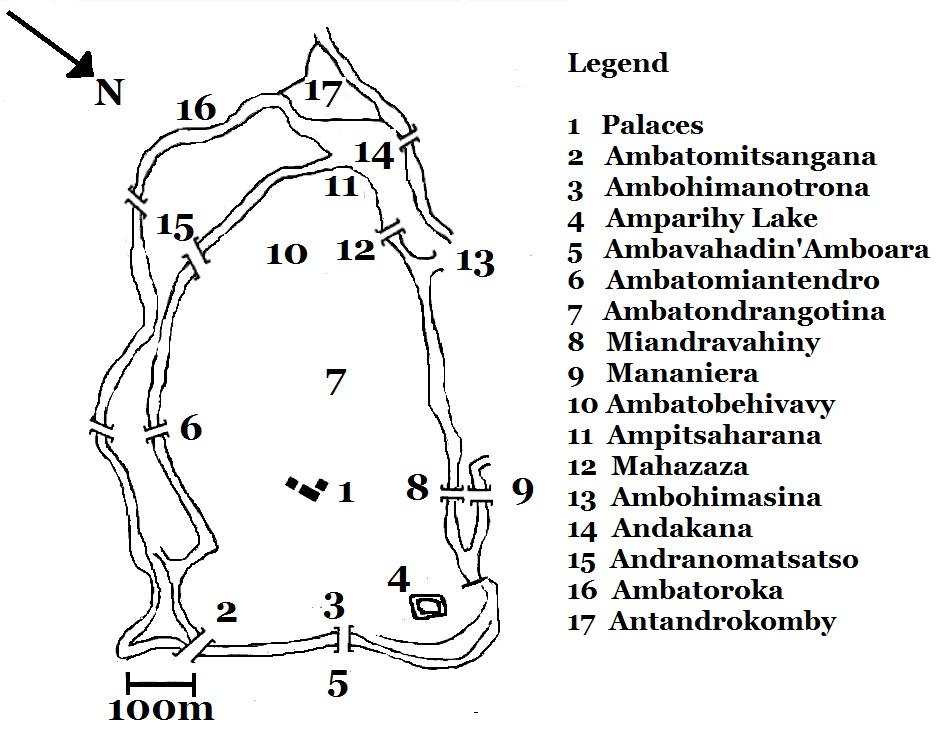
Tranchées défensives et portes d'Ambohimanga

Une série de tranchées de protection (hadivory) et de murs de pierre, typiques des villes royales fortifiées de l'Imerina depuis le XVe siècle, entourent le village d'Ambohimanga. La profondeur des tranchées varie jusqu'à un maximum de 30 mètres. Les plus anciennes tranchées du site, appelées Mazavatokana, sont situées derrière le rova actuel et semblent antérieures au règne du premier roi connu de la colline, Andriantsimitoviaminiandriana ; la tradition locale soutient qu'elles ont été creusées au début du XVIe siècle sur ordre du roi Andrianjaka, qui pourrait avoir utilisé le site comme point de départ d'offensives militaires dans sa guerre contre les Vazimba. Andriantsimitoviaminiandriana a été le premier à établir systématiquement un réseau de défenses autour du village perché. Ce premier roi d'Ambohimanga a creusé des tranchées autour de son enceinte de Bevato, qui n'était initialement accessible que par une porte qu'il a nommée Ambavahadikely.
L'établissement a été agrandi par la construction de tranchées bordant un second espace contigu au nord-est avec deux points d'accès supplémentaires nommés Ampanidinamporona et Ambavahaditsiombiomby, ce dernier étant une porte naturelle formée par deux blocs rocheux. Cette dernière entrée était très probablement utilisée pour accéder à l'espace avant même l'établissement formel d'une cité royale à cet endroit, et est donc considérée par les archéologues comme la plus ancienne porte du site. Après l'établissement du rova, cette entrée était réservée à l'usage du souverain, ce qui reflète la signification spirituelle de la direction nord-est et son association avec les ancêtres, dont la bénédiction et la hasina (en) constituaient la base du pouvoir et de la légitimité du souverain. Il est également utilisé pour amener du bétail sacrificiel dans l'enceinte. Andriantsimitoviaminiandriana a étendu ensuite le site vers l'ouest jusqu'à une série de défenses naturelles, notamment des falaises rocheuses et des pentes boisées abruptes qui ne nécessitaient pas le creusement de tranchées défensives, et il a construit plusieurs portes supplémentaires qu'il a nommées Ambavahadimahazaza, Andranomboahangy et Ambavahadiantandranomasina. Andrianampoinimerina a élargi les tranchées autour de la ville en utilisant la main-d'œuvre fanampoana. Pendant son règne, une tranchée est creusée qui encercle entièrement la colline, et une série de tranchées est creusée à côté de celles existantes pour protéger davantage la ville contre les ennemis. Le mur défensif actuel est reconstruit vers 1830 sous le règne de la reine Ranavalona I. Environ seize millions de blancs d'œufs sont mélangés avec de la chaux pour produire le lait de chaux pour les murs extérieurs et intérieurs du complexe. Jusqu'à la colonisation française en 1897 et au moins dès le règne de Radama Ier, les étrangers et les non-résidents ne sont pas autorisés à entrer dans la ville royale sans l'autorisation du souverain.
L'enceinte royale est accessible par quatorze portes en pierre au total. Outre les sept portes intérieures construites par Andriantsimitoviaminiandriana au début du XVIIIe siècle, il existe un mur extérieur et une deuxième série de sept portes construites avant 1794 sous le règne d'Andrianampoinimerina, acte qui marquait symboliquement l'achèvement de la réunification de l'Imerina par le roi. La porte principale, la plus grande et la mieux conservée, est connue sous le nom d'Ambatomitsangana (« pierre debout »). Chaque matin et chaque soir, une équipe de vingt soldats travaillait ensemble pour rouler un énorme disque de pierre de 4,5 mètres de diamètre et de 30 cm d'épaisseur, pesant environ 12 tonnes, afin d'ouvrir ou de fermer la porte. Cette forme de porte (vavahady en langue malgache), typique de la plupart des villages royaux fortifiés de l'Imerina puis du Royaume de Madagascar construits entre 1525 et 1897, protégeait les villageois des maraudeurs. La passerelle est surmontée d'un poste d'observation. La deuxième entrée principale, appelée Andakana, est située dans le mur ouest. Son disque de pierre est également intact et le chemin qui y mène est pavé de pierres taillées. Ambatomitsangana et Andakana sont toutes deux considérées comme les portes des vivants ; les cadavres ne pouvaient pas être transportés à travers eux et le passage est refusé à quiconque est récemment entré en contact avec les morts. Une porte nord appelée Miandrivahiny conserve son disque de pierre bien conservé et est l'une des deux entrées utilisées chaque fois qu'il est nécessaire de transporter des cadavres à l'intérieur ou à l'extérieur du site ; la deuxième porte des cadavres s'appelait Amboara. Le disque de pierre de la porte sud d'Andranomatsatso est également en bon état. Cette passerelle, ainsi qu'Antsolatra et Ampitsaharana, sont principalement utilisées comme points de vue. À la fin du XVIIIe siècle, Andrianampoinimerina remplaça la porte d'Ambavahadiantandranomasina par une autre en bois et non en pierre et la rebaptisa Ambavahadimasina. Lui et ses successeurs ont rasé un petit morceau de bois de ce linteau pour allumer le feu sacré du foyer qui jouait un rôle rituel dans la cérémonie traditionnelle de circoncision. La terre rouge à l'intérieur de la porte et une série de planches de bois qui recouvraient l'approche de la porte étaient toutes deux considérées comme sacrées, et les soldats ou autres personnes qui prévoyaient un voyage loin de l'Imerina emportaient avec eux des poignées de terre et des morceaux de planches de bois avant de partir, croyant que cela leur assurerait un retour en toute sécurité.
Plusieurs grandes pierres sont enfoncées dans le sol près des portes ou à des endroits situés à l'extérieur des murs d'Ambohimanga. Les souverains se tenaient debout sur ces pierres, chacune identifiée par des noms distincts, pour prononcer des discours au public. Au sud se trouvaient les pierres appelées Ambatomasina et Ambatomenaloha, tandis qu'Ambatorangotina était située au nord-ouest. Cette dernière pierre revêt une importance particulière : c'est là que les douze chefs du clan Ambatofotsy ont déclaré pour la première fois leur rejet du pouvoir d'Andrianjafy et leur allégeance à son neveu, Andrianampoinimerina. Dès son accession au trône, Andrianampoinimerina a utilisé ce site pour déclarer les nouvelles lois et les décrets qui seraient ensuite annoncés dans tout le royaume. C'était également le principal site d'Ambohimanga pour rendre la justice. Après la succession d'Andrianampoinimerina au trône, il sacrifia un zébu noir dont la mère était morte, nommé Lemainty (« le noir »), par des coups de lance répétés ; après sa mort, l'animal fut découpé en morceaux et enterré sur le site. Par la suite, Lemainty fut régulièrement invoqué dans les discours et les décrets royaux pour évoquer le sort de ceux qui cherchaient malencontreusement à renoncer à la protection de leur tuteur, le souverain, et à ses lois.

### Caractéristiques naturelles
Deux sources sanctifiées, recouvertes de pierres et situées à proximité, alimentent un ruisseau qui est censé avoir des pouvoirs de purification et qui coule à travers la zone tampon entourant la ville royale. Leur eau a été utilisée pour former le lac sacré d'Amparihy, créé artificiellement au moins au XVIIIe siècle pour fournir l'eau nécessaire au remplissage de deux bassins cérémoniels construits dans l'enceinte d'Ambohimanga. L'histoire orale attribue la création du lac à Andrianampoinimerina. Il aurait fait appel aux villageois des environs pour creuser le lac à l'emplacement du marécage alimenté par une source au pied de la colline. Avant de remplir le lac avec de l'eau transportée dans des jarres en terre cuite depuis les sites sacrés d'Alasora, d'Antsahatsiroa et d'Anosibe, la création du lac a été sanctifiée par le sacrifice de zébus sur le site ; Andrianampoinimerina aurait également jeté des perles et des anneaux d'argent dans le lac pour l'inaugurer.

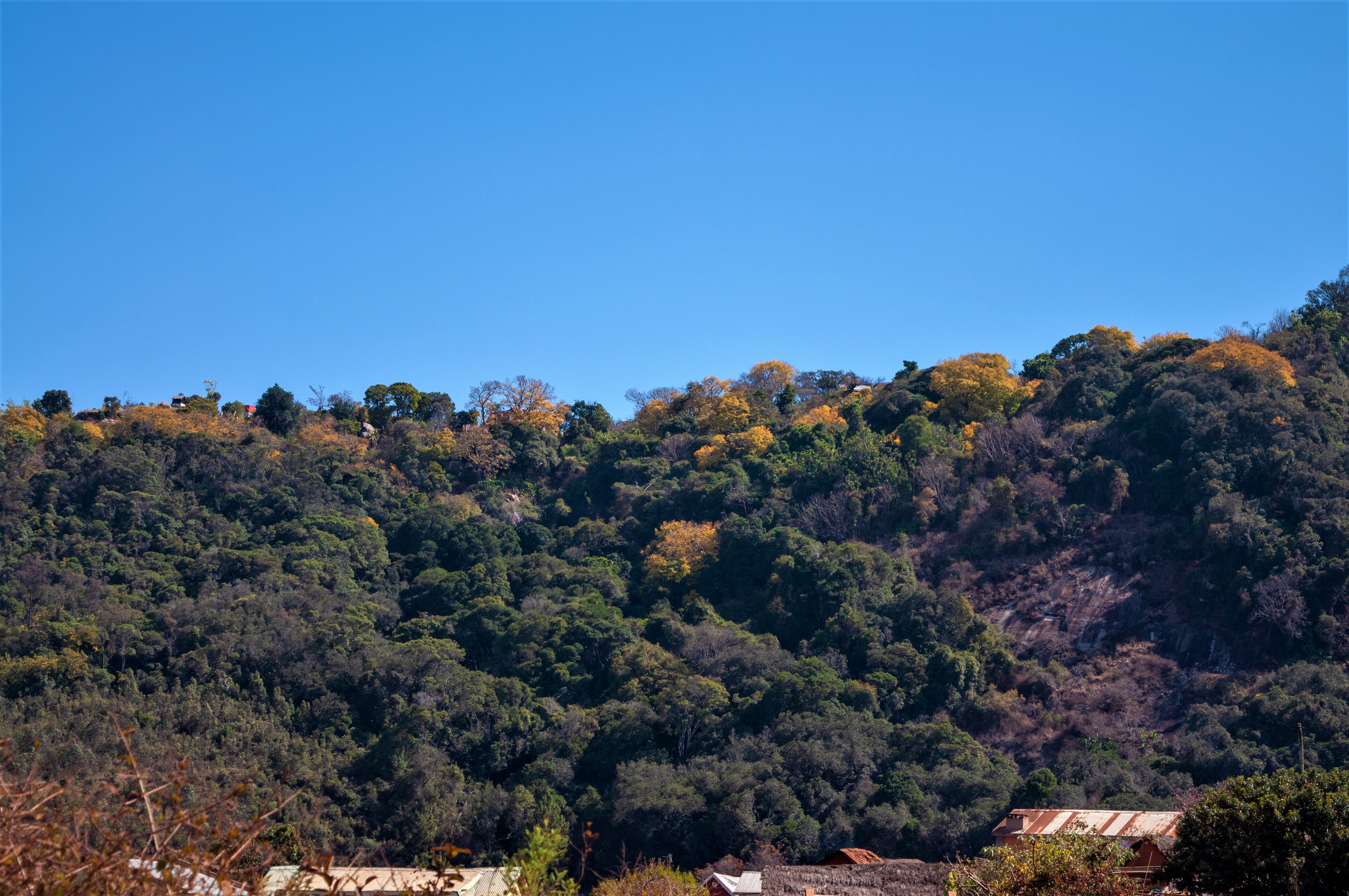
Vue panoramique de la forêt de la colline royale d'Ambohimanga Rova.

La forêt d'Ambohimanga  bénéficiait d'une protection coutumière et représente aujourd'hui le plus grand des derniers fragments restants de forêt primaire qui couvraient autrefois les hautes terres. Il contient un assortiment représentatif d'espèces d'arbres et de plantes indigènes, en particulier l'arbre endémique zahana (Phyllarthron madagascariense) et une variété de plantes médicinales indigènes, dont beaucoup possèdent une importance traditionnelle ou spirituelle. Les exemples incluent le buisson indigène Anthocleista, traditionnellement censé attirer la foudre et souvent planté en grappes à côté des villages ; la plante Dracaena, traditionnellement utilisée pour les haies et plantée sur des sites sacrés dans des vallées ou d'autres éléments naturels où les gens venaient communiquer avec les esprits ancestraux ; et la vigne Phyllarthron, qui est plantée dans des fourrés sacrés et récoltée pour son bois, qui est traditionnellement utilisée pour façonner des manches pour divers outils. La présence récente et croissante de deux espèces étrangères (bambou doré et lantana) menace l'intégrité de l'écosystème du site. L'autorité de gestion locale est actuellement engagée dans des activités d'éradication de la végétation envahissante.

### Villages
Les villages entourant la ville royale remontent au moins au XVIe siècle, lorsque les vallées autour de la colline d'Ambohimanga ont d'abord été transformées en rizières. Après l'établissement d'une cité royale au sommet de la colline, les souverains successifs ont mis en place des règles pour régir le développement de ces villages et gérer les sujets qui les habitent. Sous Andrianampoinimerina, des quotas fixent un nombre déterminé de maisons pour les membres des clans influents dans des quartiers désignés autour de la colline. Ce roi a également établi des règles pour améliorer la salubrité, notamment des normes de propreté dans les cours domestiques et la mise en quarantaine des personnes souffrant de certaines maladies. Ranavalona Ier a précisé les caractéristiques physiques des maisons nouvellement construites, notamment leur taille et leurs éléments décoratifs. En 1862, Radama II a donné la permission à un groupe de chrétiens de négocier avec les anciens Tsimahafotsy pour construire la première église du village, mais les Tsimahafotsy ont d'abord rejeté la demande. Le successeur du roi, la reine Rasoherina, a demandé plus tard aux chrétiens de ne pas se rassembler à l'intérieur pour les services à Ambohimanga en l'honneur du caractère sacré des ancêtres. La cour est christianisée par Ranavalona II en 1869, et une petite chapelle est construite à l'extérieur de la porte orientale de la ville, mais une église permanente à Ambohimanga n'a été construite qu'en 1883. À la suite d'un incendie survenu en 1870 lors d'une visite de Ranavalona II à Ambohimanga, la reine décréta que les maisons du village pouvaient être construites en brique, un matériau auparavant réservé à la construction de tombes et de murs. Une série de fady ancestraux (tabous) décrétés par Andrianampoinimerina continuent de s'appliquer dans le village, et comprennent des interdictions contre le maïs, les citrouilles, les cochons, les oignons, les hérissons et les escargots ; l'utilisation de roseaux pour la cuisine ; et la coupe ou la collecte de bois dans les forêts sacrées de la colline.

## Complexes
Chacune des trois enceintes construites dans le rova par les souverains merina successifs présente des styles architecturaux distincts qui reflètent les changements spectaculaires survenus dans l'Imerina au cours du règne du Royaume de Madagascar au XIXe siècle, qui a vu l'arrivée et l'expansion rapide de l'influence européenne à la cour royale. Le site présente un mélange de styles et de méthodes de construction traditionnels merina et européens. Les caractéristiques architecturales prédominantes et la disposition de la cité royale suivent le modèle traditionnel de la construction de rova qui a prédominé dans les Hautes Terres à partir du XVe siècle. Selon la tradition, les maisons des vivants sont construites en bois et en végétation (matériaux vivants), tandis que les tombes des morts sont construites en pierre (matériau froid et inerte). Le choix des bois et des plantes utilisés dans la construction, chacun étant imprégné d'une signification symbolique distincte, reflétait les normes sociales traditionnelles et les croyances spirituelles. Depuis 1996, de nombreux bâtiments ont été restaurés en utilisant des matériaux traditionnels et des méthodes de construction adaptées à l'époque à laquelle ils ont été érigés.

### Complexe Bevato
Le plus ancien des complexes royaux d'Ambohimanga, Bevato (« beaucoup de pierres », également appelé Fidasiana-Bevato), est établi pour la première fois par Andriamborona, qui y a construit des maisons pour lui et sa famille à la fin du XVIIe siècle. Il est habité par Andriantsimitoviaminiandriana de 1710 à 1730, période au cours de laquelle il a agrandi l'enceinte à trois reprises. L'enceinte est à l'origine entourée d'un mur de roche bas qui est remplacé sous Andriambelomasina par une palissade en bois. Ranavalona I a agrandi l'enceinte vers l'ouest en déplaçant une petite maison contenant l'idole royale Rafantaka ; une autre expansion vers l'ouest est achevée sous Ranavalona II. Sous Ranavalona I et ses successeurs, Besakana a servi de résidence aux parents du souverain lors de leurs visites à Ambohimanga. Tous les bâtiments de l'enceinte sont détruits par les Français, qui ont construit une école sur le site (Ecole Officiel), suivie plus tard par la mairie d'Ambohimanga (Tranompokonolona), qui est rasée après le retour à l'indépendance de Madagascar.
Andriamborona, le premier habitant de la colline, a construit un tombeau pour sa mère à Bevato. Lorsque le roi lui a demandé de déménager, Andriamborona a accepté de déplacer ses maisons et la tombe de sa mère. En reconnaissance de cette considération, le roi a marqué l'emplacement de la tombe avec une grosse pierre et à proximité, il a construit la première résidence royale au rova comme sa maison. La pierre a ensuite été considérée comme sacrée : Andrianampoinimerina est intronisé alors qu'il se tenait au sommet de cette pierre, et des esclaves y sont amenés pour jurer allégeance à leurs maîtres. Il est utilisé dans le sacrifice rituel du zébu volavita lors du nouvel an malgache Fandroana (fête également connue sous le nom de « bain royal »). Les souverains voyageant à cheval se tenaient dessus pour aider à monter ou descendre de cheval, et après la christianisation de la cour sous Ranavalona II en 1869, des services religieux ont eu lieu ici. Les tombes royales sont déplacées dans l'enceinte de Mahandrihono sous Ranavalona I pour agrandir la cour.
Selon la transcription Tantara ny Andriana eto Madagasikara (en) des histoires orales Merina, la première maison construite par Andriantsimitoviaminiandriana s'appelait Bevato. Il est situé à l'extrême sud de l'enceinte et abritait le roi et ses épouses. Andriambelomasina a construit et occupé une deuxième maison, appelée Manatsaralehibe ("grande et grande"). Cette maison est très vénérée par Andrianampoinimerina : les condamnés évadés qui ont réussi à atteindre le bâtiment sont graciés, et c'est la seule maison historique de l'enceinte que Ranavalona I n'a pas enlevée. Selon une deuxième source, les deux maisons les plus anciennes de l'enceinte s'appelaient Mahitsielafanjaka (« celui qui est droit longtemps ») et Manatsarakely (« petit et grand »). Ceux-ci auraient été construits par Andriamborona ou Andriantsimitoviaminiandriana au début du XVIIIe siècle et sont occupés par Andriantsimitoviaminiandriana et ses 12 épouses. Un autre récit indique que Manatsarakely est habité par Andrianjafy et plus tard par les épouses d'Andrianampoinimerina ; cette maison et Mahitsielafanjaka sont rénovées sous Ranavalona I en utilisant du bois de la région de Sihanaka pour regarnir les murs.
L'histoire orale attribue à Andrianampoinimerina la construction d'une deuxième paire de maisons dans l'enceinte. À partir de son règne, Bevato est devenu le deuxième complexe le plus important après Mahandrihono et a inclus quatre maisons pour les épouses royales et leurs serviteurs. Il a également gardé l'idole royale Ifantaka ici dans une petite maison entourée d'une palissade en bois, qui est restée jusqu'à ce que la reine Ranavalona II convertie au christianisme détruise symboliquement les idoles royales dans un feu de joie en 1869. Après avoir enlevé le Tsararay historique dans l'enceinte de Mahandrihono, Andrianampoinimerina a construit une nouvelle maison du même nom dans l'enceinte de Bevato. Tsararay est la résidence de ses épouses lorsqu'elles faisaient le voyage vers Ambohimanga. Le complexe Bevato à Antananarivo est également réservé aux épouses du souverain sous le règne d'Andrianampoinimerina, mais comportait de nombreuses autres maisons pour permettre à chaque épouse d'avoir sa propre résidence. Lorsque les épouses se rendaient à Ambohimanga, elles sont obligées de partager les maisons, et celles qui préféraient ne pas partager restaient généralement chez les villageois au-delà des murs de la ville.
Ranavalona I a planté une paire de figuiers royaux à l'extrémité de l'enceinte de Bevato et s'est tenu entre eux pour s'adresser au public. Ceux-ci ont ensuite été complétés par des figuiers supplémentaires plantés tout autour de la cour par Ranavalona II et des jacarandas plantés par les Français pendant la période coloniale (présentés souvent par les guides locaux comme « annulant » le pouvoir et la puissance des figuiers royaux). Les figuiers qui ombragent l'esplanade sont censés être imprégnés de hasina (en) rehaussée d'os et de crânes de zébus sacrifiés et de pierres de marquage spéciales que les pèlerins de Madagascar, de Maurice, de la Réunion et des Comores sont venus placer autour d'elles. Les pèlerins se rassemblent dans cette cour pour célébrer la cérémonie Fandroana, au cours de laquelle le souverain s'est historiquement engagé dans un bain rituel pour laver les péchés de la nation et rétablir l'ordre et l'harmonie dans la société. Aujourd'hui, les pèlerins célèbrent en offrant des sacrifices ou des prières pour honorer, apaiser ou communier avec leurs ancêtres.
Alors que Bevato est le lieu de rassemblements plus importants et de fêtes royales, des édits royaux et des jugements publics sont prononcés dans la cour sacrée (kianja) d'Ambarangotina au pied de la colline menant au complexe de Bevato. De la kianja, les souverains ont délivré le kabary pour annoncer de nouvelles lois et décrets et administrer la justice. Le souverain se tenait au sommet du vatomasina du kianja (un gros rocher de granit), qui est entouré d'un demi-mur de briques et accessible par un ensemble de marches.

### Complexe Mahandrihono

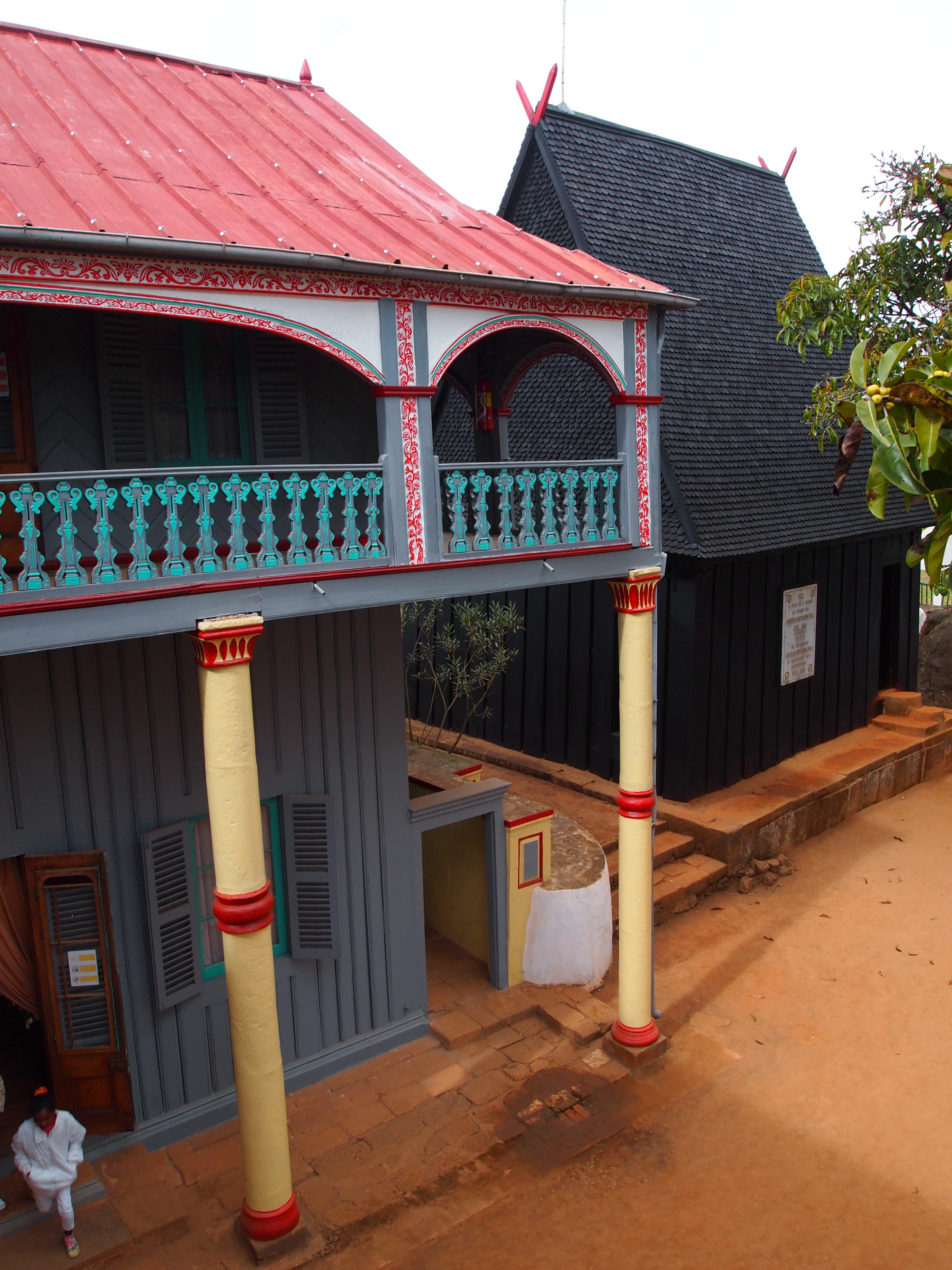
Vue du palais Mahandrihono depuis Fandriampahalemana

L'enceinte Mahandrihono (« sait attendre ») est la plus vaste et la mieux conservée des structures rova d'Ambohimanga. Il se trouve à l'est de la cour centrale et se trouve à une altitude plus élevée que Bevato, représentant symboliquement sa plus grande signification politique. Il est établi pour la première fois par Andriambelomasina au début du XVIIIe siècle sous le règne de son père, Andriantsimitoviaminiandriana. Andriambelomasina a entouré l'enceinte d'un mur de pierre et y a construit trois maisons comme résidences pour ses enfants - deux maisons jumelles (tranokambana) côte à côte nommées Mahandry (« sait attendre ») et Tsararay (« a un bon père »), et un troisième nommé Manandraimanjaka (« a un père qui gouverne ») - prenant soin d'illustrer à travers les noms de ces maisons qu'il n'a aucune intention d'usurper son père. Quand Andriantsimitoviaminiandriana est finalement mort, Andriambelomasina l'a enseveli derrière les maisons jumelles. À l'époque d'Andrianampoinimerina, cette enceinte correspondait à l'enceinte de Mahandrihono au rova d'Antananarivo, étant réservée au roi seul avec sa résidence située à côté des tombes des ancêtres.
Andrianampoinimerina a enlevé les maisons jumelles pour construire sa résidence Mahandrihono beaucoup plus grande, qui est décorée d'oiseaux et de chaînes en argent. Il a également agrandi l'enceinte et ajouté une deuxième enceinte en bois de voafotsy (remplacée chaque année) autour de l'extérieur des murs de pierre. Mandraimanjaka est enlevé et à sa place Andrianampoinimerina a construit une maison avec une petite tour, qu'il a nommée Manjakamiadana (« où il est bon de régner »), la désignant comme la résidence du sampy royal (idole) appelé Imanjakatsiroa et des gardiens chargés de le protéger. Deux autres idoles sont gardées à proximité : Ifantaka, gardée dans une maison de l'enceinte de Bevato, et Kelimalaza, gardée dans sa maison du quartier Ambohimanga d'Ambohimirary. Sous Radama I, le mur de pierre est renforcé par des palissades qui entouraient trois maisons, dont deux sont des maisons jumelles comme celles qu'a construites Andriambelomasina. Ranavalona I a agrandi la cour du complexe et agrandi Manjakamiadana. Elle a construit les murs en pierre qui entourent actuellement l'enceinte, ainsi que ses deux portails en pierre. Ranavalona II a rajouté des palissades aux murs de pierre de l'enceinte. Elle a démoli Manjakamiadana et a construit à sa place deux pavillons hybrides malgaches-européens en utilisant du bois de la maison historique et spirituellement significative de Masoandro, qui est retirée de l'enceinte royale d'Antananarivo par Ranavalona I. Le général français Joseph Gallieni a utilisé ces bâtiments d'influence européenne comme résidence d'été dans les premières années de la période coloniale française. En 2013, la maison d'origine d'Andrianampoinimerina, les tombes reconstruites et les deux pavillons royaux sont conservés dans l'enceinte, qui comprend également une tour de guet, un enclos pour les zébus sacrificiels et deux bassins construits sous le règne de Ranavalona I.

#### Palais Mahandrihono

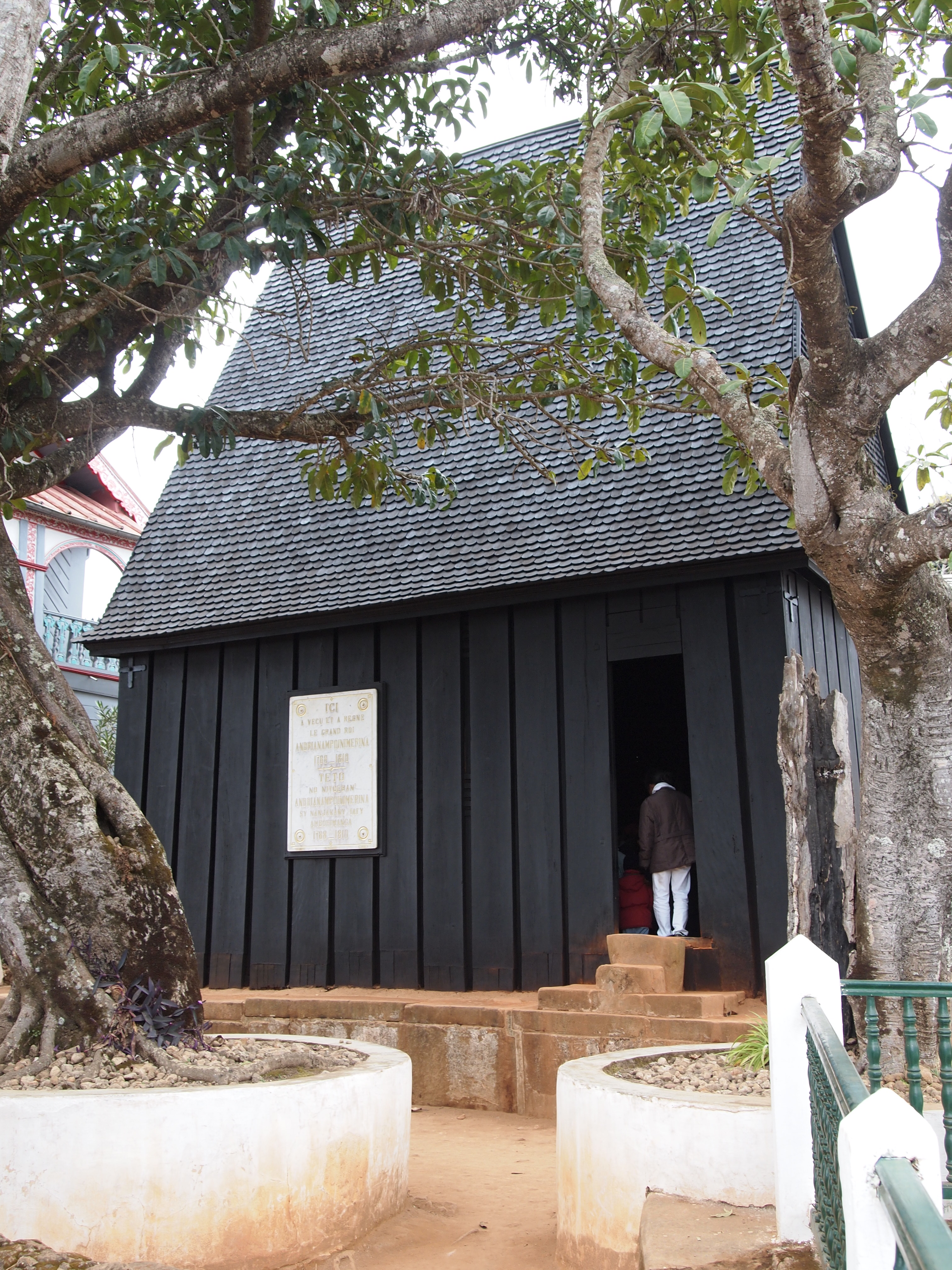
Le palais Mahandrihono est la demeure du roi Andrianampoinimerina.

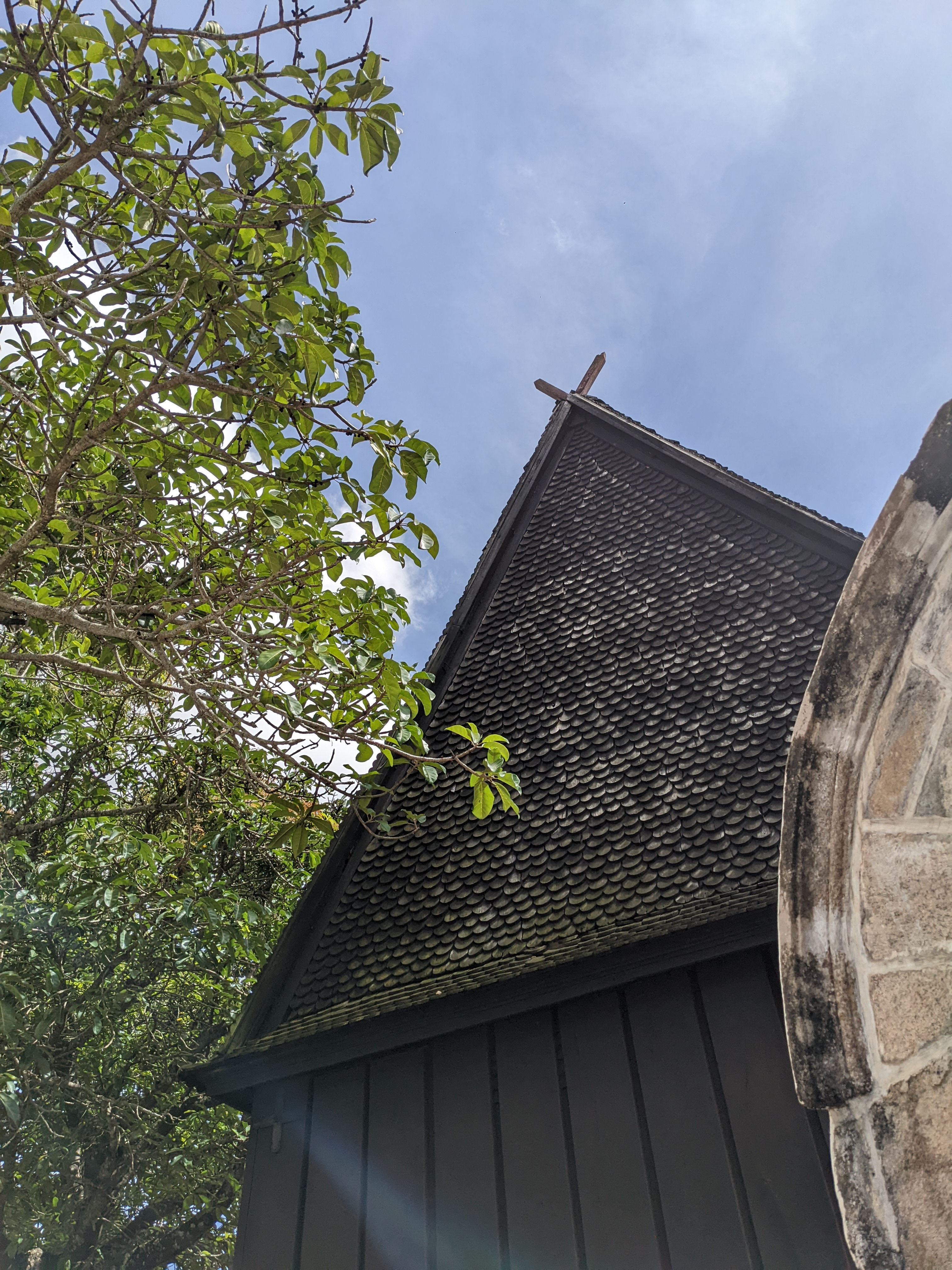
Façade sud du Palais Mahandrihono, avec les cornes de toit (tandrotrano).

Parmi les bâtiments existant dans la ville royale à l'époque du roi Andrianampoinimerina (1787–1810), seul le palais Mahandrihono d'origine reste intact. Le palais Mahandrihono, qui a servi de résidence à Andrianampoinimerina avant qu'il ne déplace la capitale politique de l'Imerina à Antananarivo, est conservé dans son état d'origine depuis la construction, à l'exception du remplacement de la chaume du toit d'origine par des bardeaux de bois. La structure en bois simple est construite dans le style traditionnel de l'aristocratie de l'Imerina : les murs sont en palissandre massif et surmontés d'un toit pointu soutenu par un pilier central en palissandre de 10 mètres (actuellement protégé pour éviter un grattage continu par des pèlerins), un peu comme celui qui supportait à l'origine le toit du Rova Manjakamiadana d'Antananarivo avant qu'il ne soit détruit par un incendie en 1995. Les cornes de toit (tandrotrano) formées à chaque extrémité du faîte du toit par le croisement des poutres du pignon étaient à l'origine argentées et un aigle en argent était apposé au milieu du faîte du toit. Des ornements en argent sont également suspendus aux angles du toit à l'intérieur de la maison. Le nom du bâtiment est inscrit sur une plaque de marbre blanc apposée sur un mur extérieur près de l'une des deux entrées du bâtiment. Cette maison contient un certain nombre d'objets ayant appartenu à Andrianampoinimerina, notamment des armes, des tambours, des talismans et un lit sur pilotis. Pendant le temps d'Andrianampoinimerina, ses femmes sont autorisées à visiter ce bâtiment mais pas autorisées à y dormir pendant la nuit (supprimant le risque de mourir comme Andriamasinavalona, poussé par inadvertance du lit surélevé par une de ses épouses). Le site est hautement sacré : la reine Rasoherina et ses successeurs se sont souvent assis sur le tremplin à son seuil pour s'adresser à leur public, et de nombreux pèlerins viennent ici pour se connecter avec les esprits d'Andrianampoinimerina et de ses ancêtres. Les visiteurs sont priés d'entrer dans la maison en entrant du pied droit et en sortant à reculons, selon la coutume, afin de respecter l'esprit d'Andrianampoinimerina (la tradition raconte qu'un sort fait utiliser le pied gauche à toute personne animée de mauvaises intentions, même si elle fait attention à ne pas se trahir).

#### Pavillons royaux
Deux bâtiments ornés sont construits en palissandre dans ce complexe en 1871 sur l'ancien site de la résidence de l'idole royale de Manjakamiadana. Le premier et le plus grand des deux, Fandriampahalemana, comprend une salle pour recevoir les visiteurs et un grand salon au rez-de-chaussée, et les chambres de la reine Ranavalona II et de sa servante au deuxième étage. Le mobilier européen d'origine est conservé et les nombreux cadeaux offerts par des dignitaires étrangers à la reine sont exposés ici. La chambre de la reine est considérée comme un lieu sacré et de nombreux visiteurs viennent en pèlerinage pour prier son esprit.
Le deuxième pavillon, plus petit, est connu sous le nom de Tranofitaratra (« maison de verre ») et est construit en 1862 sous les ordres de Ranavalona II. La reine rassemblait ses ministres pour conseil dans ce bâtiment, et les grandes fenêtres sur les quatre côtés du bâtiment offraient une vue sur la campagne en contrebas, permettant à la reine de s'assurer de la sécurité de son environnement. Le verre utilisé dans la construction est importé par un Anglais du nom de Parrett en 1862.

#### Tombes royales

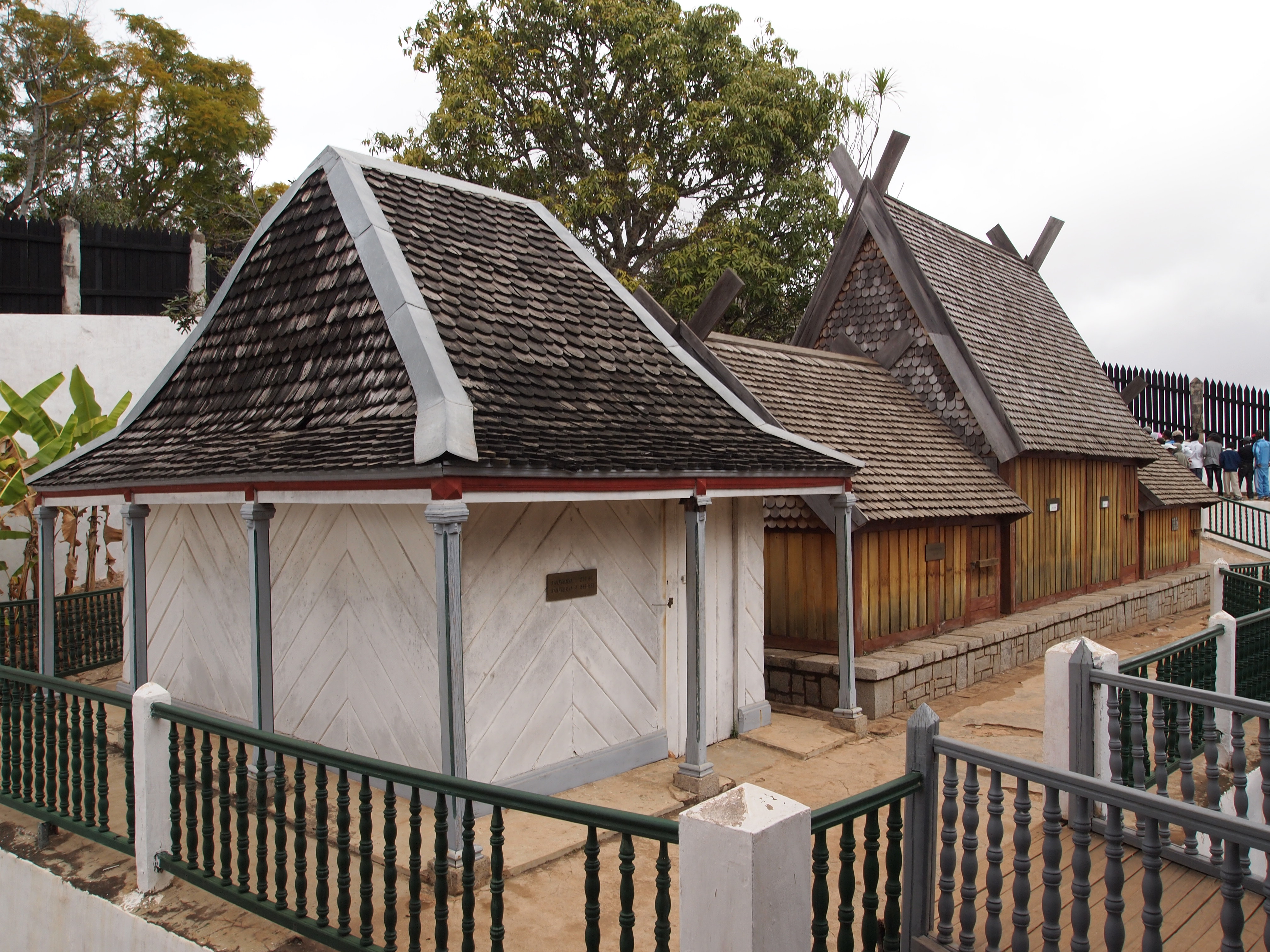
Les restes royaux sont enterrés dans des tombes sous la tranomasina.

L'enceinte abritait à l'origine douze tombes royales construites dans le style des nobles Merina, avec une crypte en pierre surmontée d'une petite maison en bois sans fenêtre (tranomasina) indiquant le rang aristocratique. Les sommets de ces tombes sont alignés du nord au sud. Les souverains enterrés à l'origine dans les quatre plus grandes tombes, situées au nord des autres, comprenaient Andriantsimitoviaminiandriana, Andriambelomasina, Andrianampoinimerina, Ranavalona I et Ranavalona II, tandis que les épouses et les parents des souverains sont enterrés dans les plus petites tombes. Selon les histoires orales, à son apogée au XIXe siècle, l'enceinte d'Ambohimanga contenait 12 tombes.
Les tranomasina sont détruites en mars 1897 par les autorités françaises qui ont enlevé les corps des souverains enterrés ici et les ont déplacés dans les tombes royales du Rova d'Antananarivo. La riche collection d'objets funéraires enfermés dans les tombes a également été retirée pour être exposée au palais Manjakamiadana sur le terrain du rova d'Antananarivo, que l'Autorité coloniale a transformé en musée ethnologique. Cela est fait dans le but de désacraliser la ville d'Ambohimanga et de briser l'esprit des résistants Menalamba qui se sont rebellés contre la colonisation française depuis un an, briser la croyance populaire dans le pouvoir des ancêtres royaux, et reléguer la souveraineté malgache sous les dirigeants Merina à une relique d'un passé non éclairé. Une garnison française est logée dans la ville royale et des bâtiments militaires sont érigés au-dessus des fondations en pierre des tombes. Une cuisine et une cantine militaire sont construites au-dessus des tombes d'Andrianampoinimerina et d'Andriamasinavalona. En 1904, les bâtiments militaires ont également été démolis, laissant intactes les fondations des tombes en pierre.
La profanation des deux sites les plus sacrés de la royauté Merina représentait un geste politique calculé destiné à établir la supériorité politique et culturelle de la puissance coloniale française. Dans l'esprit populaire, le lien entre Ambohimanga et les ancêtres (Andrianampoinimerina en particulier) faisait de la cité royale un symbole et une source de pouvoir légitime encore plus puissants que la capitale Antananarivo, qui était considérée comme un lieu de corruption politique et de déviance par rapport à la tradition ancestrale. Convaincus que la présence des ancêtres dans les tombes sanctifiait la terre sur laquelle le rova était construit, les résistants de Menalamba venaient à Ambohimanga pour ramasser des poignées de terre à la base des tombes afin de les emporter avec eux lors de leurs offensives contre les Français ; l'autorité française avait l'intention, en retirant les corps des souverains des tombes, d'ébranler la confiance et la solidarité des combattants. Bien que les tombes aient été profanées et que les combattants de Menalamba aient finalement été vaincus, Ambohimanga a conservé son caractère sacré. Les tombes royales sont reconstruites en 2008 par le gouvernement de Madagascar sous l'administration Ravalomanana. Lors de l'incendie de 1995 qui a détruit les tombes et autres structures du Rova d'Antananarivo, les restes enveloppés de lamba d'un seul souverain - Ranavalona III - ont pu être sauvés des flammes. La reine a depuis été réinhumée dans les tombes royales d'Ambohimanga.

#### Autres caractéristiques

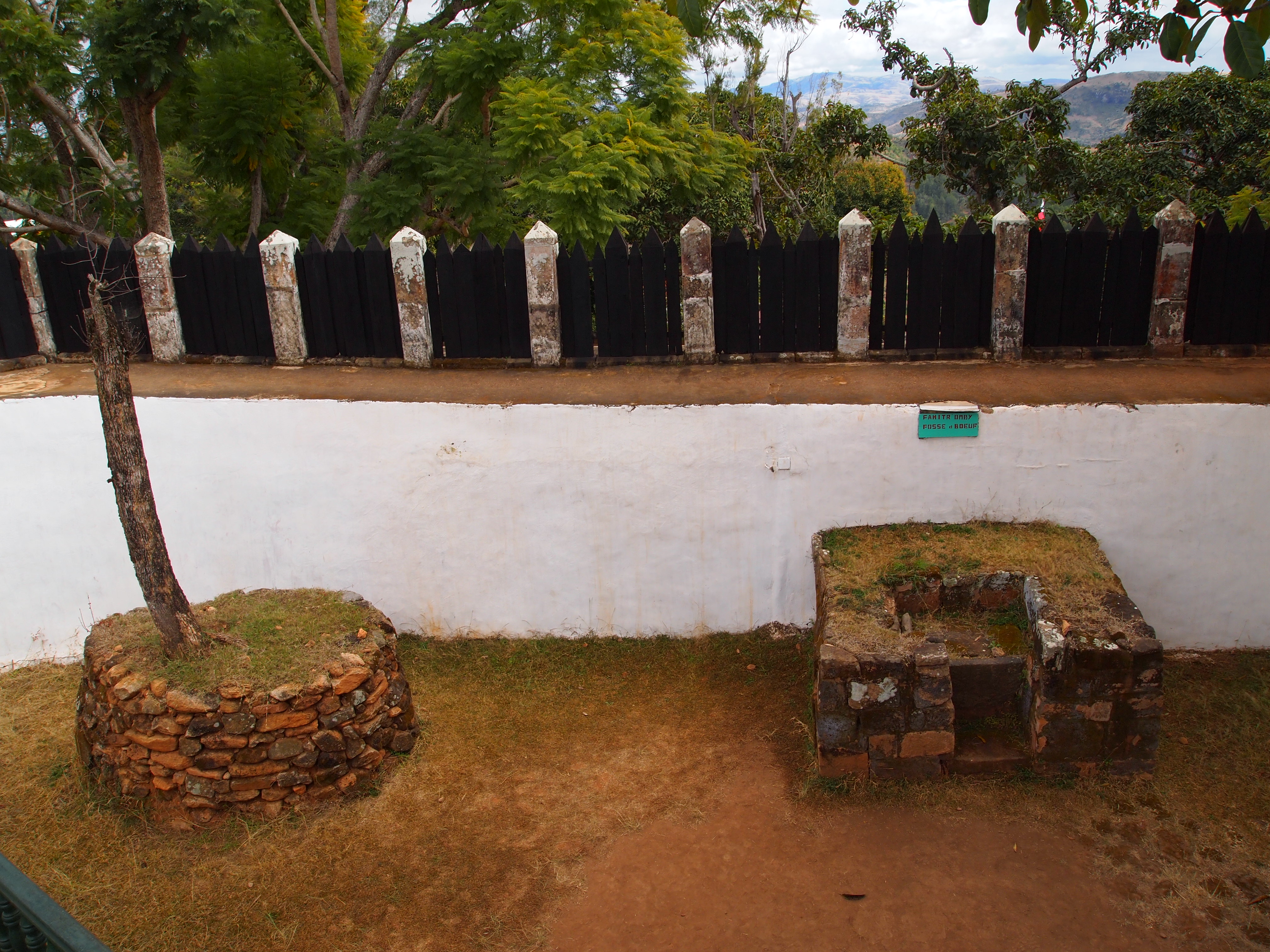
Enclos (fahimasina) pour zébu sacrificiel

Deux grands bassins sont creusés dans la fondation en pierre de l'enceinte. Tous deux construits sous Ranavalona I, l'un est une piscine construite en l'honneur des épouses des soldats du clan anobli Hova Tsimahafotsy d'Ambohimanga, tandis que l'autre est construite pour les épouses des membres du corps militaire d'élite connu sous le nom de « les 500 ». Les piscines sont strictement interdites à la baignade ou à la consommation publique et contenaient des poissons du lac Itasy et de l'eau spécialement consacrée. Ranavalona I et ses successeurs Radama I et Rasoherina ont utilisé la plus grande piscine royale pour la purification rituelle lors du festival annuel du nouvel an Fandroana.
Les zébus sacrés sont gardés dans un enclos à bétail englouti (fahimasina) à l'ouest de la cour kianja avant d'être sacrifiés lors d'événements royaux tels que les circoncisions et le festival de Fandroana. Seuls les deux types de zébus les plus prisés y sont conservés : le zébu noir avec des marques blanches sur le front, appelé volavita, et le zébu entièrement brun rougeâtre, appelé malaza. De cette manière, le bétail devait marcher de l'ouest vers l'est (direction des ancêtres et de la sainteté) avant d'être abattu. Un autre grand enclos à zébus sacrificiels est situé au nord-est de cette cour avant d'être comblé par l'Autorité coloniale française à la fin du XIXe siècle.

### Complexe de Nanjakana

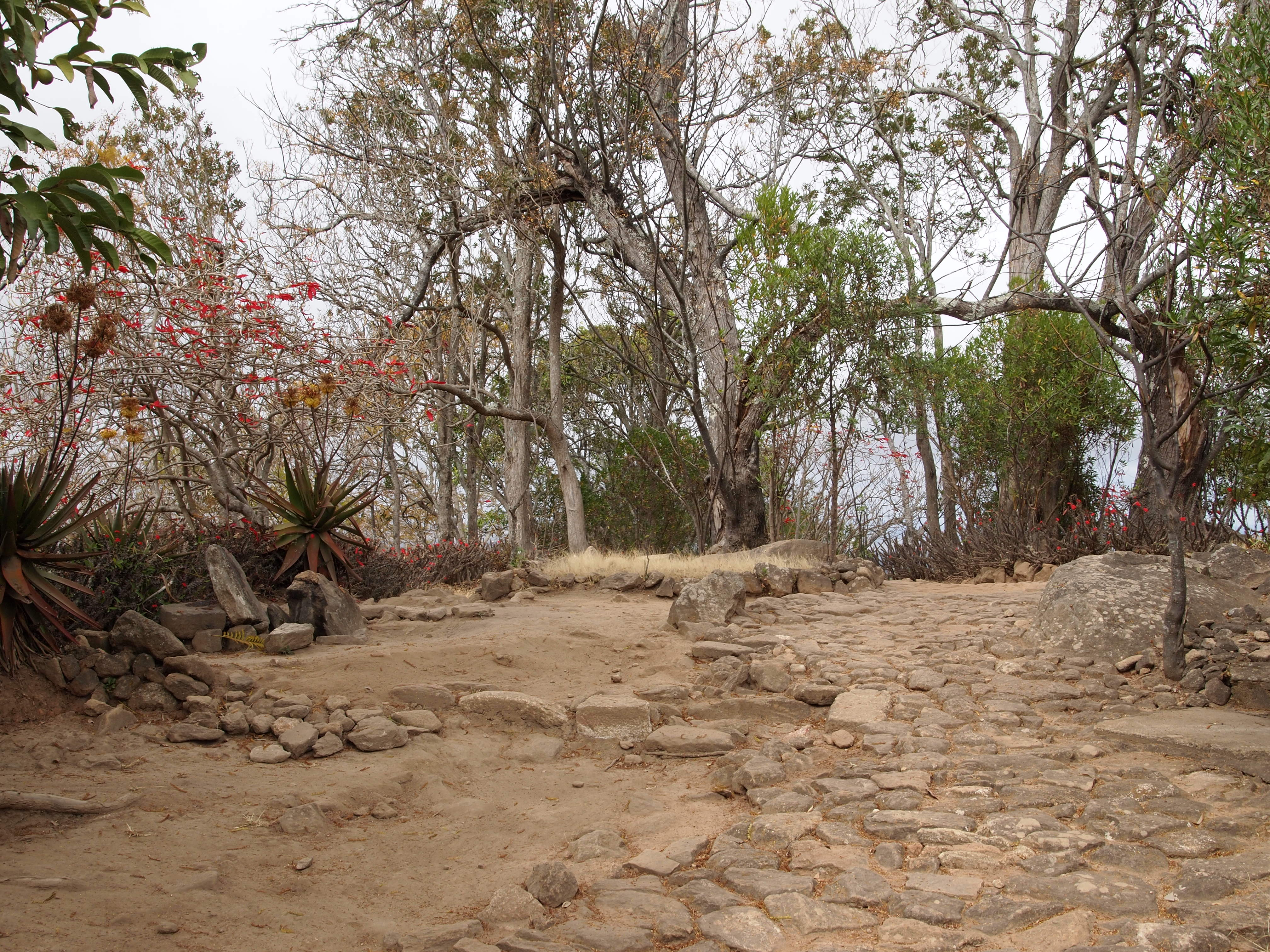
Le complexe de Nanjakana est construit par le roi Andrianjafy au XVIIIe siècle.

Le complexe de Nanjakana est le plus élevé des trois complexes du rova d'Ambohimanga. Situé au nord-est de Mahandrinoro, ce complexe aurait été construit pour la première fois par Andrianjafy à la fin du XVIIIe siècle. 
Sous le règne d'Andrianampoinimerina, Nanjakana renfermait cinq maisons qui servaient de résidences à ses enfants. La maison appelée Nanjakana (« lieu de la royauté ») est construite par Andriambelomasina et rénovée par Andrianampoinimerina, qui l'a déplacée dans l'enceinte et y a vécu avant de succéder au trône. Il l'a rénové pour l'usage de son fils, Radama I, qui a dormi ici lors de visites à Ambohimanga après avoir succédé à son père comme roi de Madagascar. Selon l'histoire orale, une grande pierre près de la maison Nanjakana est utilisée comme siège par Andriambelomasina et Andrianampoinimerina lors de la réflexion sur les décisions de gouvernance. Andrianampoinimerina a ajouté une maison à deux étages appelée Manambitana (« favorisée par le destin ») qui est la plus grande de toutes les maisons traditionnelles d'Ambohimanga. Les enfants du roi dormaient à l'étage supérieur lors des visites de la ville royale, tandis que le rez-de-chaussée abritait des biens royaux tels que des palanquins et des coffres de rangement. Cette maison est détruite dans l'incendie de 1861 et est reconstruite sous Rasoherina, qui l'a utilisée comme résidence. Après avoir retiré la maison historique Manandraimanjaka de l'enceinte de Mahandrihono, Andrianampoinimerina a construit une nouvelle maison du même nom dans l'enceinte de Nanjakana. Celle-ci a également été détruite lors de l'incendie de 1861 et a ensuite été reconstruite par Ranavalona II. Une autre maison appelée Fohiloha (« courte »), également détruite dans l'incendie, avait été déplacée de l'enceinte royale d'Antananarivo vers l'enceinte de Nanjakana à Ambohimanga en 1845 par Ranavalona I ; Fohiloha a ensuite été reconstruite par Rasoherina. Parmi les autres bâtiments que Ranavalona I a déplacés du rova d'Antananarivo au complexe de Nanjakana à Ambohimanga, citons Kelisoa (« belle petite ») et Manantsara.

## Conservation et gestion

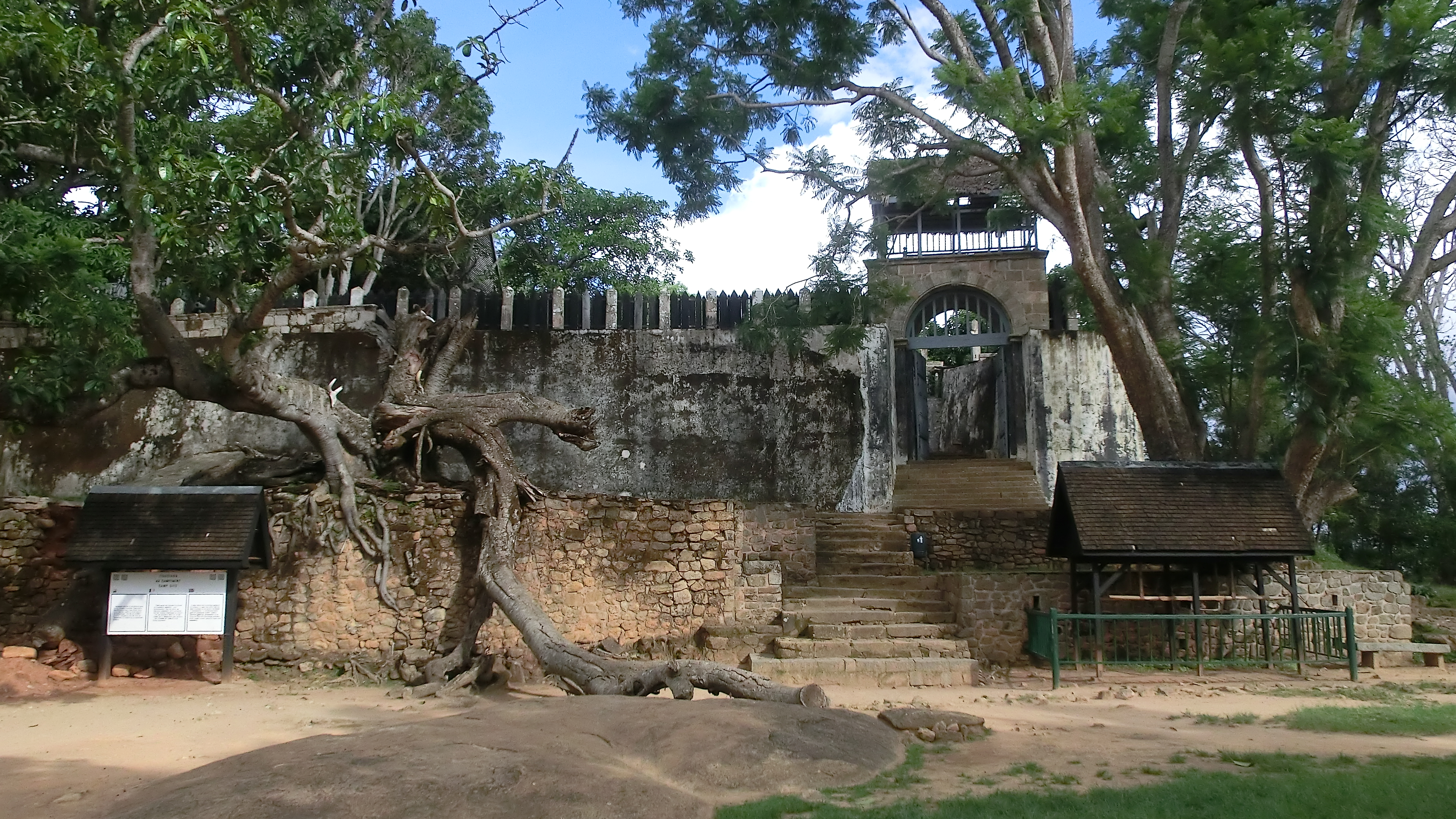
Le cyclone Giovanna a déraciné des figuiers sacrés dans l'enceinte de Bevato du XVIIe siècle en février 2012.

Destination touristique populaire, Ambohimanga a reçu 97 847 visiteurs en 2011. Les visiteurs du site du patrimoine mondial paient une redevance (10 000 ariary pour les étrangers et 400 ariary pour les locaux), qui est largement utilisée pour payer la préservation du site. La commune d'Ambohimanga Rova est un petit village rural prospère qui vit de l'agriculture et des services fournis aux touristes et aux pèlerins qui visitent la ville royale. Des guides touristiques multilingues peuvent être embauchés sur le site pour fournir des descriptions détaillées de ses caractéristiques et de son histoire. Les photographies sont autorisées à l'extérieur mais interdites à l'intérieur des bâtiments historiques. Le tourisme est négativement affecté sur le site à la suite de la crise politique malgache de 2009 ; la gestion du site a également été entravée par l'instabilité politique et la baisse des revenus depuis 2009.
L'étendue de la zone actuellement classée site du patrimoine mondial a fait l'objet d'un accès et d'une protection restreints à l'époque impériale et a bénéficié d'une forme de reconnaissance et de protection juridiques depuis la colonisation française, puisqu'elle a été incorporée au Service des domaines des colonies en 1897 et à l'Inventaire national en 1939. Il a depuis bénéficié d'une protection légale municipale et de deux lois nationales (adoptées en 1982 et 1983) protégeant les sites d'intérêt historique et national. L'Office du site culturel d'Ambohimanga (OSCAR), créé par le ministère de la Culture, gère le site, les droits d'entrée et les subventions de l'État depuis 2006, date à laquelle un plan de gestion quinquennal a été élaboré pour être mis en œuvre par les 30 employés du groupe. Ces activités de gestion et de conservation sont menées en coopération avec la population locale au sein de la Commune Rurale d'Ambohimanga Rova. Le Comité de village, composé de représentants de tous les quartiers adjacents et de la communauté locale, est également impliqué dans la protection du site. La conservation d'Ambohimanga est également soutenue par une association privée, Mamelomaso, qui a également mené des campagnes de sensibilisation et de protection du patrimoine culturel et a contribué à la préservation de nombreux autres sites d'importance culturelle et historique dans les hautes terres. Des volontaires de l'association Chantiers histoire et architecture médiévales ont participé à des efforts de restauration du site au cours de l'année 1995. En plus d'aider à replanter les forêts d'Ambohimanga, Mamelomaso a contribué à la restauration des pierres autour de la source, a érigé des plaques d'information autour de la colline et a pavé un certain nombre de sentiers à l'intérieur du site. L'UNESCO a apporté un soutien financier spécial pour restaurer les structures historiques d'Ambohimanga menacées par des précipitations et des glissements de terrain exceptionnellement abondants.
Depuis la fin du XIXe siècle, Ambohimanga est considéré par de nombreux Merina comme l'incarnation d'un ordre social idéal béni par les ancêtres. L'importance attachée au site de l'Imerina s'est encore accrue lorsque le rova frère d'Antananarivo a été détruit par un incendie en 1995, ce qui a contribué à donner le sentiment qu'Ambohimanga était le dernier lien physique avec ce passé sanctifié. Une petite élite intellectuelle parmi le clan Tsimahafotsy d'Ambohimanga et les nobles (andriana) croient que seul Ambohimanga possède la bénédiction ancestrale (hasina (en)) pour servir de capitale nationale et imprégner les dirigeants nationaux de la légitimité et de la sagesse nécessaires pour gouverner le pays à juste titre. Les descendants des andriana ont donc joué un rôle clé dans la promotion et la protection d'Ambohimanga, notamment en faisant pression avec succès sur l'UNESCO pour qu'Ambohimanga soit inscrit au patrimoine mondial de l'humanité.
Malgré ces mesures, la conservation d'Ambohimanga est remise en question par des facteurs humains et naturels. La population en croissance rapide mais relativement appauvrie autour d'Ambohimanga se livre occasionnellement à la récolte illégale de plantes et d'arbres dans les forêts environnantes, menaçant l'intégrité de l'environnement naturel. Les forêts et les structures en bois du site sont également sensibles au feu. À la suite de la destruction par le feu en 1995 du rova frère d'Ambohimanga à Antananarivo, largement considérée comme un incendie criminel à motivation politique, des rumeurs ont circulé selon lesquelles Ambohimanga pourrait subir un sort similaire. Le cyclone Giovanna, qui a traversé Madagascar en février 2012, a causé des dégâts considérables sur le site. Les bardeaux de bois de la maison d'Andrianampoinimerina ont été arrachés par le vent, exposant les objets historiques à l'intérieur aux dommages causés par les éléments. La clôture en bois entourant l'enceinte de Mahandrihono a également été gravement endommagée. Les plantes et les arbres du site sont les plus touchés. De vastes étendues de plantes médicinales endémiques et d'arbres de la forêt ont été détruites. De nombreux arbres sacrés ombrageant la cité royale ont été déracinés, notamment des figuiers sacrés autour de la cour de la Fidasiana et à l'intérieur de l'enclos des zébus. Deux des arbres déracinés avaient une signification symbolique particulière, car ils servaient d'ancrage physique à certains rituels royaux depuis le XVIIe siècle. Peu après la tempête, OSCAR a dévoilé son projet de planter un figuier de substitution pour remplacer celui qui avait été déraciné et qui ombrageait la pierre sacrée dans la cour de Fidasiana. La plupart des jacarandas historiques plantés il y a plus d'un siècle sous le régime colonial français ont également été détruits. L'ampleur des dégâts causés au site a incité les traditionalistes à exiger un nouveau respect de la sainteté du site en demandant l'adhésion aux tabous traditionnels mis en place par les monarques Merina. Il s'agit notamment de l'interdiction des porcs sur le site, ainsi que de la consommation de porc, de tabac, d'alcool et de cannabis dans l'enceinte de la cité royale.